# Cafó
Cafó (en llatí Capho i també Cafo) era un centurió romà i veterà de Juli Cèsar, decidit partidari de Marc Antoni després de l'assassinat de Cèsar, el 44 aC. Per aquesta causa es va enfrontar amb Ciceró, que en l'11a filípica va pretendre que és un dels homes més odiats de les tropes i una persona de mala vida.